# Plešičeva ulica, Ljubljana
Plešičeva ulica je ena izmed ulic v Ljubljani.

## Urbanizem
Cesta poteka od križišča z Ulico bratov Babnik in bratov Jančar do križišča z Regentovo cesto.
Na cesto se (od vzhoda proti zahodu) povezujejo: Zoletova, Kamnogoriška, Čebelarska in 28. maja.

## Javni potniški promet
Po delu Plešičeve ulice poteka trasa mestne avtobusne linije št.  22. Ob njej se nahaja avtobusno obračališče (803181 Kamna gorica).